# Зиго Доум
„Зиго Доум“ е концертна зала в Амстердам, Нидерландия, която се намира в непосредствена близост до футболния стадион Амстердам АренА. Залата разполага със 17 000 седящи места и с 6300 правостоящи. Въпреки че арената съдържа в името си dome (купол), тя не е кръгла. Сградата има форма на квадратен блок 90 на 90 метра и 30 метра височина.